# Wspólnota administracyjna Engstingen
Wspólnota administracyjna Engstingen – wspólnota administracyjna (niem. Vereinbarte Verwaltungsgemeinschaft) w Niemczech, w kraju związkowym Badenia-Wirtembergia, w rejencji Tybinga, w regionie Neckar-Alb, w powiecie Reutlingen. Siedziba wspólnoty znajduje się w miejscowości Engstingen.
Wspólnota administracyjna zrzesza dwie gminy wiejskie:
- Engstingen, 5 306 mieszkańców, 34,51 km²
- Hohenstein, 3 740 mieszkańców, 61,68 km²